# 19 grudnia
19 grudnia jest 353. (w latach przestępnych 354.) dniem w kalendarzu gregoriańskim. Do końca roku pozostaje 12 dni.

## Święta
- Imieniny obchodzą: Abraham, Anastazy, Beniamin, Bogumiła, Dariusz, Eleonora, Grzegorz, Kazimiera, Mścigniew, Nemezjusz, Nemezy, Protazja, Tymoteusz i Urban.
- Wspomnienia i święta w Kościele katolickim[1][2] obchodzą:
  - św. Anastazy I (papież)
  - bł. Urban V (papież)

## Wydarzenia w Polsce

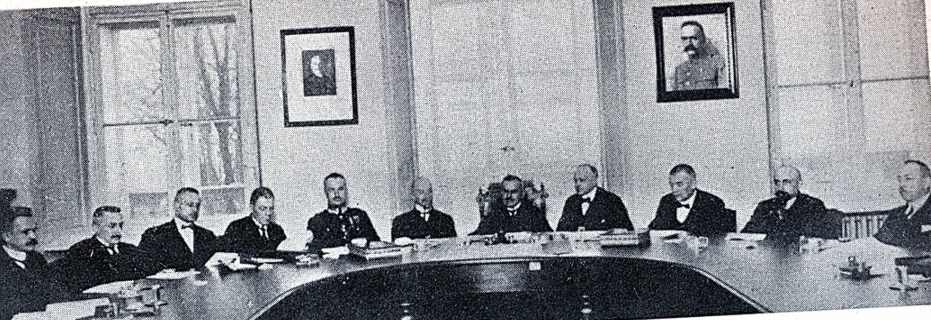
Rząd Władysława Grabskiego na posiedzeniu w 1924 roku

- 1283 – W kościele franciszkańskim w Kaliszu odbyła się konsekracja Jakuba Świnki na arcybiskupa gnieźnieńskiego.
- 1423 – Zbigniew Oleśnicki został mianowany biskupem krakowskim.
- 1425 – Diecezja łucka została połączona z diecezją włodzimierską.
- 1602 – Kard. Bernard Maciejowski erygował obecne Wyższe Seminarium Duchowne Archidiecezji Krakowskiej.
- 1666 – Wojna polsko-kozacko-tatarska: w bitwie pod Ścianą została rozgromiona polska dywizja konna pod wodzą pułkownika Sebastiana Machowskiego.
- 1803 – Zezwolono na założenie Liceum Krzemienieckiego (pierwotnie Gimnazjum Wołyńskie)[3].
- 1807 – Dekretem królewskim departamenty Księstwa Warszawskiego podzielono na 60 powiatów.
- 1864 – Został aresztowany przez Rosjan ostatni naczelnik Warszawy w powstaniu styczniowym Aleksander Waszkowski.
- 1914 – Legion Zachodni został przekształcony w I Brygadę Legionów Polskich.
- 1922 – W Warszawie rozpoczęły się uroczystości pogrzebowe prezydenta RP Gabriela Narutowicza.
- 1923:
  - Powstał drugi rząd Władysława Grabskiego.
  - Założono klub piłkarski Znicz Pruszków.
- 1928 – Ratyfikowano Traktat o przyjaźni pomiędzy Rzecząpospolitą Polską a Cesarstwem Perskim.
- 1942 – W dniach 18 i 19 grudnia w obozie szkoleniowym Lager Kruszyna koło Radomia Niemcy zamordowali 113 stawiających opór i próbujących ucieczki na wieść o planowanej deportacji do obozu zagłady jeńców żydowskich. Kolejnych 18 zamordowano w czasie transportu do Jedlińska.
- 1945 – Chemik, metaloznawca i wynalazca Jan Czochralski, pomimo uniewinnienia przez Specjalny Sąd Karny w Łodzi od zarzutu „współpracy z niemieckimi władzami okupacyjnymi na szkodę osób spośród ludności cywilnej, względnie Państwa Polskiego”, nie otrzymał zgody Senatu Politechniki Warszawskiej na powrót do pracy na uczelni. W ten sposób wykluczono go ze środowiska naukowego i skazano na zapomnienie.
- 1949 – Minister obrony narodowej wydał zarządzenie o utworzeniu Wojskowej Centrali Handlowej.
- 1959 – Otwarto Autostradę Poznańską w Szczecinie.
- 1960 – Rada Ministrów podjęła decyzję o budowie w Puławach zakładów produkujących nawozy azotowe.
- 1962 – 33 osoby zginęły, gdy wracający z Brukseli samolot rejsowy PLL LOT Vickers Viscount rozbił się podczas podchodzenia do lądowania na Okęciu.
- 1972 – Premiera filmu Anatomia miłości w reżyserii Romana Załuskiego.
- 1982 – Rada Państwa uchwaliła zawieszenie stanu wojennego z dniem 31 grudnia.
- 1988 – Premiera filmu Dziewczynka z hotelu Excelsior w reżyserii Antoniego Krauzego.
- 1989 – W Łazach w województwie śląskim odnotowano krajowy rekord (stan na 2021 r.) temperatury maksymalnej w grudniu (+20,4 °C)[4].
- 2005 – Wskutek awarii hamulców w pociągu osobowym z Suchej Beskidzkiej do Żywca, w Świnnej doszło do zderzenia pociągów. 8 osób zostało rannych.
- 2007 – Powołano sejmową komisję śledczą do zbadania okoliczności tragicznej śmierci byłej posłanki Barbary Blidy.
- 2009 – Arcybiskup metropolita gnieźnieński Henryk Muszyński został prymasem Polski.
- 2015 – Po 50 latach reaktywowano komunikację tramwajową w Olsztynie.
- 2023 – Wyemitowano ostatnie główne wydanie Wiadomości TVP1

## Wydarzenia na świecie
- 1154 – Henryk II Plantagenet został koronowany na króla Anglii.
- 1187 – Kardynał Paolo Scolari został wybrany na papieża i przyjął imię Klemens III.
- 1414 – Shōkō został koronowany na 101. cesarza Japonii.
- 1490 – Król niemiecki Maksymilian I Habsburg poślubił per procura księżną Annę Bretońską.
- 1496 – Papież Aleksander VI nadał wspólny tytuł Królów Katolickich hiszpańskim królewskim małżonkom Izabeli I i Ferdynandowi II.
- 1546 – Na Uniwersytecie w Cambridge założono Kolegium Świętej Trójcy.
- 1562 – Wojny religijne hugenockie we Francji: zwycięstwo wojsk katolickich w bitwie pod Dreux.
- 1599 – Król Birmy Nanda Bayin poddał się połączonym siłom miasta Taungngu, Arakanu oraz portugalskich najemników pod wodzą Felipe de Brito e Nicote i został uwięziony w Taungngu.
- 1666 – Założono Uniwersytet w szwedzkim Lund.
- 1725 – Poświęcono kościół fiński w Sztokholmie.
- 1745 – II powstanie jakobickie: zwycięstwo szkockich powstańców w bitwie pod Clifton Moor.
- 1771 – W Sabaudii zniesiono poddaństwo.
- 1783 – W Wielkiej Brytanii utworzono pierwszy gabinet Williama Pitta Młodszego.
- 1789 – Francuska Konstytuanta uchwaliła wprowadzenie asygnat.
- 1793 – Napoleon Bonaparte został mianowany generałem.
- 1804 – W Szlezwiku-Holsztynie zniesiono poddaństwo.
- 1812 – Morderca Eli Norman został pierwszą straconą osobą w stanie Alabama.
- 1813 – Wojna brytyjsko-amerykańska: wojska brytyjskie zdobyły Fort Niagara.
- 1835 – W Toledo w amerykańskim stanie Ohio ukazało się pierwsze wydanie dziennika „The Blade”.
- 1841 – Ustanowiono najstarsze luksemburskie odznaczenie Order Dębowej Korony.
- 1842 – USA uznały niepodległość Królestwa Hawajów.
- 1843 – Ukazała się Opowieść wigilijna Charlesa Dickensa.
- 1848 – Powstanie węgierskie: gen. Józef Bem, stojący na czele powstańczej armii węgierskiej, rozpoczął zimowo-wiosenną ofensywę Siedmiogrodzie.
- 1850 – Otto von Manteuffel został premierem Prus.
- 1852 – George Hamilton-Gordon został premierem Wielkiej Brytanii.
- 1878 – Agostino Depretis został po raz drugi premierem Włoch.
- 1881 – W Brukseli odbyła się prapremiera opery Herodiada Jules’a Masseneta.
- 1888 – W Des Moines w amerykańskim stanie Iowa wyjechał na trasę pierwszy tramwaj elektryczny.
- 1894:
  - Francuski astronom Auguste Charlois odkrył planetoidę (397) Vienna.
  - Założono Norweskie Muzeum Ludowe w Oslo.
- 1903:
  - Jeorjos Teotokis został po raz trzeci premierem Grecji.
  - Otwarto Williamsburg Bridge w Nowym Jorku.
- 1904 – Juan Bautista Gaona został prezydentem Paragwaju.
- 1907 – 239 górników zginęło w wyniku eksplozji w kopalni w Jacobs Creek (Pensylwania).
- 1908 – Juan Vicente Gómez został prezydentem Boliwii.
- 1909 – Założono niemiecki klub piłkarski Borussia Dortmund.
- 1912 – Założono francuski klub piłkarski AC Arles-Avignon.
- 1913 – Niemiecki astronom Adam Massinger odkrył planetoidę (772) Tanete.
- 1914 – Zwodowano australijski niszczyciel HMAS „Huon”.
- 1919 – Rozpoczęła się tzw. trzecia alija, masowa imigracja Żydów pobudzonych ideami syjonizmu do Palestyny, która trwała do roku 1923.
- 1920 – Konstantyn I, po śmierci swego syna Aleksandra Greckiego, został ponownie królem Grecji (abdykował w 1917).
- 1924 – Seryjny morderca Fritz Haarmann („Rzeźnik z Hanoweru”) został skazany na karę śmierci.
- 1926 – Antanas Smetona został prezydentem Litwy.
- 1930:
  - Około 1400 osób zginęło w wyniku erupcji wulkanu Merapi na Jawie.
  - Wiaczesław Mołotow został przewodniczącym Rady Komisarzy Ludowych ZSRR.
- 1931 – W kościele protestanckim w Severin odbył się ślub Josepha Goebbelsa i Magdy Quandt.
- 1932 – Wystartował BBC World Service (jako BBC Empire Service).
- 1934 – W stoczni we włoskim Monfalcone zwodowano transatlantyk „Piłsudski”.
- 1935 – Oskar Maretzky został burmistrzem Berlina.
- 1939:
  - Bitwa o Atlantyk: niemiecki transatlantyk SS „Columbus” dokonał samozatopienia po zatrzymaniu przez okręty Royal Navy.
  - W Paryżu odbyło się czwarte posiedzenie Francusko-Brytyjskiej Najwyższej Rady Wojennej.
- 1940:
  - Bitwa o Atlantyk: niemiecki okręt podwodny U-37 omyłkowo zatopił u wybrzeży Maroka należącą do marynarki Francji Vichy jednostkę tej samej klasy „Sfax”, w wyniku czego zginęło 65 spośród 69 członków załogi, w tym kapitan.
  - Risto Ryti został prezydentem Finlandii.
- 1941:
  - Kampania śródziemnomorska: w nocy z 18 na 19 grudnia w egipskim porcie Aleksandria, w wyniku ataku dywersyjnego 3 włoskich żywych torped „Maiale”, osiadł na dnie pancernik HMS „Queen Elizabeth”, a HMS „Valiant”, niszczyciel HMS „Jervis” i tankowiec „Sagona” zostały ciężko uszkodzone.
  - W związku z niepowodzeniami na froncie wschodnim Adolf Hitler objął osobiście stanowisko Naczelnego Dowódcy Wojsk Lądowych.
- 1943 – W Boliwii doszło do wojskowego zamachu stanu.
- 1944:
  - Japoński lotniskowiec „Unryū” został storpedowany i zatopiony na Morzu Wschodniochińskim przez okręt podwodny USS „Redfish”, w wyniku czego zginęło 1239 członków załogi (w tym dowódca komandor Kaname Konishi). Uratowano 149 osób.
  - Juan José Arévalo Bermejo wygrał wolne wybory prezydenckie w Gwatemali, przeprowadzone po obaleniu w październiku tego roku rządzącej junty wojskowej.
  - U wybrzeża Holandii zatonął po kolizji z okrętem-bazą MRS 25 niemiecki okręt podwodny U-737, w wyniku czego zginęło 31 spośród 51 członków załogi.
  - Została wyzwolona stolica Czarnogóry Podgorica.
- 1946 – Wybuchła I wojna indochińska.
- 1949 – Robert Menzies został po raz drugi premierem Australii.
- 1950:
  - Gen. Dwight Eisenhower został naczelnym dowódcą wojsk NATO.
  - Kuçovë w Albanii zostało przemianowane na Miasto Stalina (Qyteti Stalin).
- 1953 – Odbyła się prezentacja samochodu osobowego Škoda 440.
- 1955 – Parlament Sudanu przyjął deklarację niepodległości.
- 1956 – Został aresztowany brytyjski lekarz John Bodkin Adams, podejrzany o otrucie 163 swoich pacjentów.
- 1958 – Z wystrzelonego poprzedniego dnia amerykańskiego satelity SCORE po raz pierwszy w historii przekazano na Ziemię ludzki głos – nagrane na taśmie przesłanie prezydenta USA Dwighta Eisenhowera.
- 1959 – Zwodowano amerykański okręt podwodny z napędem jądrowym USS „Scorpion”.
- 1963 – Premiera komedii filmowej Różowa Pantera Blake’a Edwardsa.
- 1964 – W białoruskiej wsi Łaszewicze otwarto muzeum pamięci Jewfimija Karskiego.
- 1965 – Charles de Gaulle wygrał po raz drugi wybory prezydenckie we Francji.
- 1966 – Powołano do życia Azjatycki Bank Rozwoju (ADB).
- 1967 – Zaginiony 17 grudnia podczas kąpieli w morzu premier Australii Harold Holt został urzędowo uznany za zmarłego.
- 1969 – W Kampali prezydent Ugandy Milton Obote został postrzelony w szczękę, w wyniku czego stracił 2 zęby, a rzucony w jego kierunku przez drugiego zamachowca granat nie eksplodował.
- 1971:
  - Clube Atlético Mineiro Belo Horizonte został pierwszym piłkarskim mistrzem Brazylii. Wcześniej odbywały się jedynie rozgrywki stanowe.
  - Premiera filmu science fiction Mechaniczna pomarańcza w reżyserii Stanleya Kubricka.
- 1972 – Zakończyła się szósta i ostatnia załogowa misja księżycowa Apollo 17.
- 1973 – Poul Hartling został premierem Danii.
- 1974:
  - Cearbhall Ó Dálaigh został prezydentem Irlandii.
  - Premiera brytyjskiego filmu sensacyjnego Człowiek ze złotym pistoletem w reżyserii Guya Hamiltona.
- 1977 – Dries van Agt został premierem Holandii.
- 1979 – Abd al-Hamid Szaraf został premierem Jordanii.
- 1980:
  - Brytyjskie terytorium zamorskie Anguilla odłączyła się od Saint Kitts i Nevis i została samodzielną dependencją zarządzaną przez gubernatora i posiadającą własny rząd.
  - Przyjęto pierwszą od połączenia kraju konstytucję Wietnamu.
  - w Południowej Afryce utworzono bantustan Tswanaland.
- 1981 – Ambasador PRL w USA Romuald Spasowski wystąpił do władz amerykańskich o przyznanie azylu politycznego.
- 1983 – W Rio de Janeiro skradziono Złotą Nike przyznaną na własność piłkarskiej reprezentacji Brazylii za zdobycie trzeciego tytułu mistrza świata.
- 1984 – W Pekinie podpisano brytyjsko-chiński układ, na mocy którego 1 lipca 1997 roku Hongkong przeszedł pod chińską administrację.
- 1986:
  - Fizyk i dysydent Andriej Sacharow powrócił do Moskwy po 7 latach pobytu na wygnaniu.
  - Premiera filmu wojennego Pluton w reżyserii Olivera Stone’a.
- 1988 – Premier Indii Rajiv Gandhi przybył do Pekinu z pierwszą wizytą na tym szczeblu od października 1954 roku.
- 1991 – Republika Serbskiej Krajiny ogłosiła niepodległość.
- 1992 – W Mińsku rozpoczęło się pierwsze spotkanie Białorusinów z WNP.
- 1993 – Urzędujący prezydent Lansana Conté zwyciężył w pierwszych w historii wolnych wyborach prezydenckich w Gwinei.
- 1997:
  - Janet Jagan jako pierwsza kobieta objęła urząd prezydenta Gujany.
  - Kim Dae-jung wygrał wybory prezydenckie w Korei Południowej.
  - Premiera komedii filmowej Lepiej być nie może w reżyserii Jamesa L. Brooksa.
  - W katastrofie Boeinga 737 singapurskich linii SilkAir na Sumatrze zginęły wszystkie 104 osoby na pokładzie.
- 1998 – W związku z tzw. aferą rozporkową Izba Reprezentantów podjęła nieudaną próbę usunięcia prezydenta USA Billa Clintona z urzędu.
- 1999 – W Rosji odbyły się wybory parlamentarne.
- 2001 – W Tosoncengel (ajmak dzawchański) w Mongolii zmierzono rekordowo wysokie ciśnienie atmosferyczne (1086 hPa).
- 2007:
  - Indianie Lakota wypowiedzieli traktaty z rządem USA, ogłaszając secesję z Unii i utworzenie Republiki Lakockiej.
  - Lee Myung-bak wygrał wybory prezydenckie w Korei Południowej.
- 2009 – Papież Benedykt XVI podpisał dekret o heroiczności cnót Jana Pawła II oraz dekret o męczeństwie ks. Jerzego Popiełuszki.
- 2010 – Ubiegający się o reelekcję Alaksandr Łukaszenka wygrał w I turze wyborów prezydenckich na Białorusi.
- 2011 – Liechtenstein przystąpił do układu z Schengen.
- 2012 – Park Geun-hye wygrała wybory prezydenckie w Korei Południowej.
- 2013 – Z Gujańskiego Centrum Kosmicznego wystrzelono europejską sondę kosmiczną Gaia.
- 2016:
  - 11 osób zginęło, a 49 zostało rannych po tym, jak w odwiedzających bożonarodzeniowy jarmark w Berlinie wjechała ciężarówka uprowadzona przez 24-letniego Tunezyjczyka Anisa Amriego, który wcześniej zamordował polskiego kierowcę Łukasza Urbana. Do przeprowadzenia zamachu przyznało się Państwo Islamskie.
  - W Ankarze został zastrzelony przez tureckiego policjanta rosyjski ambasador Andriej Karłow.
- 2019 – Abdelmadjid Tebboune został prezydentem Algierii.
- 2021 – Gabriel Boric wygrał w II turze wybory prezydenckie w Chile.

## Urodzili się
- 1457 – Maria Orleańska, wicehrabina Narbonne (zm. 1493)
- 1497 – Lelio Capilupi, włoski prozaik, poeta (zm. 1560)
- 1498 – Andreas Osiander, niemiecki teolog luterański, działacz reformacyjny (zm. 1552)
- 1518 – Enrique de Borja y Aragón, hiszpański kardynał (zm. 1540)
- 1538 – Jan Zborowski, polski szlachcic, polityk, hetman nadworny koronny, sekretarz królewski (zm. 1603)
- 1562 – (data chrztu) Philipp Dulichius, niemiecki kompozytor (zm. 1631)
- 1615 – Fryderyk II, książę Wirtembergii-Neuenstadt (zm. 1682)
- 1629:
  - Melchor de Liñán y Cisneros, hiszpański duchowny katolicki, biskup Santa Marta, arcybiskup metropolita La Plata Charcas, arcybiskup Limy i prymas Peru, wicekról Peru (zm. 1708)
  - Tomáš Pešina z Čechorodu, czeski duchowny katolicki, biskup pomocniczy praski, pisarz, historyk (zm. 1680)
- 1631 – Dymitr Jerzy Wiśniowiecki, polski książę, polityk (zm. 1682)
- 1676 – Louis-Nicolas Clérambault, francuski kompozytor, organista, klawesynista (zm. 1749)
- 1681 – Wawrzyniec Drucki-Sokoliński, polski duchowny greckokatolicki, tytularny biskup smoleński (zm. 1727)
- 1683 – Filip V Burbon, król Hiszpanii (zm. 1746)
- 1690 – Tomasz Baczyński, polski jezuita, dramaturg (zm. 1756)
- 1695:
  - Andrea Locatelli, włoski malarz, rytownik, kolekcjoner (zm. 1741)
  - Jacob de Wit, holenderski malarz (zm. 1754)
- 1699 – William Bowyer, brytyjski malarz (zm. 1777)
- 1717 – Mikołaj Franciszek Stadnicki, polski pijar (zm. 1765)
- 1723 – Susanne von Klettenberg, niemiecka diakonisa luterańska, autorka utworów religijnych (zm. 1774)
- 1731:
  - Maturyn Mikołaj Le Bous, francuski duchowny katolicki, męczennik, błogosławiony (zm. 1792)
  - Thomas Willing, amerykański finansista, polityk (zm. 1821)
- 1736 – Stefan Lewiński, polski duchowny greckokatolicki, biskup łucko-ostrogski (zm. 1806)
- 1744 – Karol Hessen-Kassel, landgraf Hesji-Kassel, gubernator duńskich księstw Szlezwiku i Holsztynu (zm. 1836)
- 1747 – Jan Fryderyk Brodowski, polski generał major (zm. 1811)
- 1753 – John Taylor, amerykański prawnik, polityk, senator (zm. 1824)
- 1757 – Etienne Gérin, haitański generał, polityk (zm. 1810)
- 1765 – Dominik Henares, hiszpański dominikanin, misjonarz, biskup, męczennik (zm. 1838)
- 1768 – Anne Marie Rivier, francuska zakonnica, błogosławiona (zm. 1838)
- 1771 – Nicolas Joseph Maison, francuski generał, marszałek Francji (zm. 1840)
- 1773 – Aleksandr Golicyn, rosyjski polityk, minister oświaty i spraw duchownych (zm. 1844)
- 1776 – Edward Henry Somerset, brytyjski arystokrata, generał, polityk (zm. 1842)
- 1778 – Maria Teresa Charlotta Burbon, królowa Francji (zm. 1851)
- 1783 – Charles Julien Brianchon, francuski matematyk (zm. 1864)
- 1786 – Tomasz Jan Siemiątkowski, polski generał (zm. 1830)
- 1787 – Cecylia Grabowska, polska malarka amatorka (zm. 1821)
- 1790 – William Edward Parry, brytyjski żeglarz, badacz Arktyki (zm. 1855)
- 1792 – Andries Hendrik Potgieter, burski wojskowy, polityk (zm. 1852)
- 1793 – Lorenzo Quaglio, włoski malarz (zm. 1869)
- 1800:
  - Józef Chodźko, polski topograf, geodeta (zm. 1881)
  - Józef Zarzecki, polski inżynier (zm. 1869)
- 1802 – Stephan Schulzer von Müggenburg, węgiersko-chorwacki oficer, mykolog (zm. 1892)
- 1804 – Fitz Hugh Lane, amerykański malarz, ilustrator (zm. 1865)
- 1809 – Pierre-Joseph van Beneden, belgijski zoolog, paleontolog (zm. 1894)
- 1811 – Adam Bielecki, polski duchowny katolicki, działacz niepodległościowy (zm. 1859)
- 1813 – Thomas Andrews, irlandzki chemik, fizyk (zm. 1885)
- 1814:
  - Maria Antonietta, księżniczka Królestwa Obojga Sycylii (zm. 1898)
  - Edwin M. Stanton, amerykański prawnik, polityk (zm. 1869)
- 1816 – John Lang, australijski prawnik, prozaik, poeta (zm. 1864)
- 1817 – Adolf Dobrianskyj, rusiński działacz społeczny i kulturalny, polityk (zm. 1901)
- 1819 – James Spriggs-Payne, liberyjski polityk, prezydent Liberii (zm. 1882)
- 1820:
  - Peter Ludvig Panum, duński lekarz, fizjolog (zm. 1885)
  - Szymon Schreiber, polski rabin (zm. 1883)
- 1824 – Hercules Robinson, brytyjski arystokrata, urzędnik państwowy, administrator kolonialny (zm. 1897)
- 1825 – George Frederick Bristow, amerykański kompozytor, skrzypek, dyrygent (zm. 1898)
- 1831 – Albert Oppel, niemiecki paleontolog (zm. 1865)
- 1832 – Henryk Leopold Bartsch, polski pastor, muzyk (zm. 1899)
- 1836 – Ambroży Towarnicki, polski lekarz, polityk, naczelnik Rzeszowa (zm. 1884)
- 1842 – Alojzy Guanella, włoski duchowny katolicki, święty (zm. 1915)
- 1845 – Henri Perrotin, francuski astronom (zm. 1904)
- 1847 – Kazimierz Siemaszko, polski duchowny katolicki, misjonarz, pedagog, działacz społeczny (zm. 1904)
- 1850 – Friedrich Lüthi, szwajcarski strzelec sportowy (zm. 1913)
- 1851 – Michał Wołowski, polski aktor, dyrektor teatru, dziennikarz (zm. 1900)
- 1852 – Albert Michelson, amerykański fizyk, wykładowca akademicki, laureat Nagrody Nobla pochodzenia żydowskiego (zm. 1931)
- 1853:
  - (lub 1851) Charles Fitzpatrick, kanadyjski prawnik, polityk (zm. 1942)
  - Adolf Inlender, polski farmaceuta, działacz społeczny i socjalistyczny (zm. 1920)
- 1854 – Marcel Brillouin, francuski fizyk, matematyk, wykładowca akademicki (zm. 1948)
- 1856 – Jan Gąsienica Daniel, polski przewodnik tatrzański (zm. 1924)
- 1861 – Italo Svevo, włoski pisarz, publicysta (zm. 1928)
- 1866 – Edmund Biernacki, polski lekarz neurolog, hematolog, patolog (zm. 1911)
- 1868 – Eleanor H. Porter, amerykańska pisarka (zm. 1920)
- 1869 – Antoni Abraham, kaszubski pisarz, propagator polskości Pomorza (zm. 1923)
- 1870 – Mikołaj Wisznicki, polski malarz, grafik, pedagog, tytularny pułkownik kawalerii (zm. 1954)
- 1871 – Tadeusz Estreicher, polski chemik, wykładowca akademicki (zm. 1952)
- 1873:
  - Alphonse Kirchhoffer, francuski florecista (zm. 1913)
  - Ricardo Sanz de Samper y Campuzano, kolumbijski duchowny katolicki, majordomus papieski (zm. 1954)
- 1875:
  - Erich Klossowski, niemiecki historyk sztuki, malarz pochodzenia polskiego (zm. 1949)
  - Mileva Marić, serbska matematyk, fizyk (zm. 1948)
- 1876:
  - Wiktor Gosieniecki, polski malarz, grafik, konserwator zabytków (zm. 1956)
  - Jan Kubin, polski generał brygady (zm. 1927)
  - Enrique Pla y Deniel, hiszpański duchowny katolicki, kardynał, arcybiskup Toledo, prymas Hiszpanii (zm. 1968)
  - Joseph Schrijvers, belgijski redemptorysta, pisarz ascetyczny (zm. 1945)
  - Antoni Wilk, polski astronom, wykładowca akademicki (zm. 1940)
- 1877 – Paulina Olga, księżniczka wirtemberska (zm. 1965)
- 1878:
  - Kazimierz Jaroszyk, polski działacz narodowy na Warmii i Mazurach (zm. 1941)
  - Anton Lajovic, słoweński kompozytor (ur. 1960)
  - Teofil Trzciński, polski reżyser i dyrektor teatralny (zm. 1952)
- 1879:
  - Tomasz Kowalczyk, polski działacz społeczny, gospodarczy i narodowy, publicysta (zm. 1963)
  - Beals Wright, amerykański tenisista (zm. 1961)
- 1880:
  - Wacław Aleksander Lachman, polski dyrygent, kompozytor, pedagog (zm. 1963)
  - Max Meinertz, niemiecki duchowny i teolog katolicki (zm. 1965)
- 1881:
  - Eugeniusz Jarra, polski historyk filozofii prawa i myśli politycznej, prawnik, wykładowca akademicki, emigrant (zm. 1973)
  - Stefan Szulc, polski ekonomista, statystyk, demograf, wykładowca akademicki (zm. 1956)
- 1882:
  - Fernand Cournollet, francuski curler (zm. 1971)
  - Bronisław Huberman, polski skrzypek (zm. 1947)
  - Rudolf Patoczka, polski pułkownik artylerii (zm. 1942)
- 1883:
  - Abel Bonnard, francuski prozaik, poeta, polityk (zm. 1968)
  - Guido Gozzano, włoski prozaik, poeta (zm. 1916)
  - Emil Henriques, szwedzki żeglarz sportowy (zm. 1957)
- 1884 – Antonín Zápotocký, czeski polityk, premier i prezydent Czechosłowacji (zm. 1957)
- 1885:
  - Wiktoria Dzierżkowa, polska działaczka społeczna i ludowa (zm. 1961)
  - Frank Stuart Flint, brytyjski poeta, tłumacz, krytyk literacki (zm. 1960)
- 1886:
  - Maurice Edgar Crumpacker, amerykański wojskowy, prawnik, polityk (zm. 1927)
  - (lub 19 lipca) Innocenty Głowacki, ukraiński polityk, senator RP (zm. 1940)
  - Ángel Herrera Oria, hiszpański duchowny katolicki, biskup Malagi, kardynał, Sługa Boży (zm. 1968)
- 1887 – Kazimierz Tymieniecki, polski historyk, wykładowca akademicki (zm. 1968)
- 1888:
  - Fritz Reiner, amerykański dyrygent pochodzenia żydowskiego (zm. 1963)
  - Stanisław Rostworowski, polski generał brygady, pisarz (zm. 1944)
  - Otto Steinbrinck, niemiecki dowódca okrętów podwodnych, zbrodniarz nazistowski (zm. 1949)
- 1889:
  - Jan Humpola, polski duchowny katolicki, kapelan przyboczny Prezydenta RP, dziekan WP, działacz społeczny, wspinacz (zm. 1958)
  - Franciszek Rosłaniec, polski duchowny katolicki, męczennik, błogosławiony (zm. 1942)
- 1890 – Knud Vermehren, duński gimnastyk (zm. 1985)
- 1891:
  - Edward Bernard Raczyński, polski dyplomata, pisarz, polityk, prezydent RP na uchodźstwie (zm. 1993)
  - Carl Schneider, niemiecki psychiatra (zm. 1946)
- 1892 – Ludwik Musioł, polski nauczyciel, wizytator, archiwista, historyk, lingwista, etnograf (zm. 1970)
- 1893 – Gabriela Pianko, polska filolog klasyczna (zm. 1973)
- 1894:
  - Paul Dessau, niemiecki kompozytor, dyrygent (zm. 1979)
  - Ford Frick, amerykański dziennikarz, komentator i działacz sportowy (zm. 1978)
  - Wasilij Michajłow, radziecki polityk (zm. 1937)
  - Richard Vogt, niemiecki inżynier, konstruktor lotniczy (zm. 1979)
- 1895:
  - Thomas Corbett, brytyjski arystokrata, wojskowy, urzędnik państwowy (zm. 1977)
  - Billy Key, brytyjski generał major (zm. 1986)
  - Miguel Darío Miranda Gómez, meksykański duchowny katolicki, arcybiskup miasta Meksyk, kardynał (zm. 1986)
  - Emanuel Šlechta, czechosłowacki inżynier, polityk (zm. 1960)
- 1896 – Stanisław Zemanek, polski major dyplomowany piechoty (zm. 1940)
- 1897:
  - Szczepan Fidelus, polski działacz ludowy, polityk, poseł na Sejm RP (zm. 1946)
  - Stefan Sroka, polski starszy sierżant, działacz niepodległościowy (zm. 1958)
- 1898:
  - René Riffaud, francuski weteran wojenny (zm. 2007)
  - Jerzy Wieniawa-Długoszowski, polski major (zm. 1931)
- 1899 – Henryk Kapiszewski, polski prawnik, urzędnik, historyk, archiwista, harcmistrz (zm. 1964)
- 1900:
  - Géza von Cziffra, austriacki reżyser filmowy (zm. 1989)
  - Nikołaj Tomski, rosyjski rzeźbiarz (zm. 1984)
- 1901:
  - Nikołaj Czaplin, radziecki polityk (zm. 1938)
  - Aharon Goldstein, izraelski polityk (zm. 1976)
  - Oliver La Farge, amerykański pisarz, etnolog (zm. 1963)
  - Louis Schneider, amerykański kierowca wyścigowy (zm. 1942)
- 1902:
  - Halina Dudicz-Latoszewska, polska śpiewaczka operowa (sopran) (zm. 1994)
  - Ralph Richardson, brytyjski aktor (zm. 1983)
- 1903:
  - Cyril Dean Darlington, brytyjski biolog (zm. 1981)
  - François Perroux, francuski ekonomista (zm. 1987)
  - George Snell, amerykański genetyk, immunolog, laureat Nagrody Nobla (zm. 1996)
- 1904 – Nicolae Coval, mołdawski i radziecki polityk (zm. 1970)
- 1905:
  - Irving Kahn, amerykański finansista, inwestor pochodzenia żydowskiego (zm. 2015)
  - Giovanni Lurani, włoski kierowca wyścigowy, inżynier, dziennikarz (zm. 1995)
  - Carlo Rim, francuski reżyser, scenarzysta i producent filmowy (zm. 1989)
- 1906:
  - Leonid Breżniew, radziecki polityk komunistyczny, sekretarz generalny KC KPZR, przewodniczący Prezydium Rady Najwyższej ZSRR (zm. 1982)
  - Marija Bryncewa, radziecka polityk (zm. 1985)
  - Stanisław Rospond, polski językoznawca (zm. 1982)
  - Romuald Wirszyłło, polski siatkarz, trener i działacz siatkarski, architekt, uczestnik powstania warszawskiego (zm. 1980)
- 1907 – Vasja Pirc, słoweński szachista (zm. 1980)
- 1908:
  - Gerti Deutsch, austriacka fotografka, fotoreporterka (zm. 1979)
  - Mikołaj Kostyniuk, polski botanik, geolog (zm. 1975)
  - Kazimierz Paszucha, polski taternik, alpinista, chemik (zm. 1990)
  - Adam Winnicki, polski porucznik (zm. 1969)
- 1909:
  - Maria Bielicka, polska aktorka, śpiewaczka, pedagog (zm. 1989)
  - Richard Malik, niemiecki piłkarz (zm. 1945)
  - Marian Małowist, polski historyk, mediewista (zm. 1988)
  - Jerzy Mirewicz, polski jezuita, pisarz (zm. 1996)
- 1910:
  - Jean Genet, francuski prozaik, dramaturg (zm. 1986)
  - José Lezama Lima, kubański poeta, prozaik, eseista (zm. 1976)
- 1911:
  - Gusztáv Juhász, rumuński piłkarz, trener pochodzenia węgierskiego (zm. 2003)
  - Władysław Katuszewski, polski formierz, poseł na Sejm PRL (zm. 1975)
  - Nikołaj Onoprijenko, radziecki pułkownik (zm. 1979)
- 1912:
  - Adam Kowalski, polski hokeista, koszykarz, piłkarz wodny, sędzia i działacz sportowy (zm. 1971)
  - Siergiej Trapieznikow, radziecki polityk (zm. 1984)
- 1913:
  - Nikołaj Kałmyk, radziecki polityk (zm. 2000)
  - Juan Landázuri Ricketts, peruwiański duchowny katolicki, arcybiskup Limy, kardynał (zm. 1997)
- 1915:
  - Edward Csató, polski eseista, historyk i krytyk teatralny (zm. 1968)
  - Jan Bohdan Gliński, polski lekarz, żołnierz AK, uczestnik powstania warszawskiego (zm. 2019)
  - Édith Piaf, francuska pieśniarka (zm. 1963)
  - Claudia Testoni, włoska lekkoatletka, płotkarka (zm. 1998)
- 1916:
  - Roy Ward Baker, brytyjski reżyser filmowy (zm. 2010)
  - Jan Rzewuski, polski fizyk teoretyk (zm. 1994)
- 1917:
  - Stanisław Biskupski, polski pisarz, korespondent wojenny (zm. 2007)
  - Hanka Sawicka, polska działaczka komunistyczna pochodzenia żydowskiego (zm. 1943)
- 1918:
  - Max Blau, szwajcarski szachista (zm. 1984)
  - Joop Demmenie, holenderski kolarz szosowy (zm. 1991)
  - Tadeusz Hogendorf, polski piłkarz, trener (zm. 2010)
  - Professor Longhair, amerykański wokalista i pianista jazzowy (zm. 1980)
- 1919:
  - Tatjana Baramzina, radziecka snajperka, telefonistka (zm. 1944)
  - Józef Grzybek, polski harcerz (zm. 1939)
  - Nikołaj Szestopałow, radziecki dowódca wojskowy, marszałek wojsk inżynieryjnych (zm. 2006)
- 1920:
  - Little Jimmy Dickens, amerykański muzyk i wokalista country (zm. 2015)
  - Łazar Mojsow, macedoński polityk, prezydent Jugosławii (zm. 2011)
- 1921:
  - Christian Kipfer, szwajcarski gimnastyk (zm. 2009)
  - Błaże Koneski, macedoński lingwista, filolog, historyk literatury, poeta, prozaik, eseista, tłumacz (zm. 1993)
  - Adolf Wiklund, szwedzki biathlonista (zm. 1970)
  - Wu Xueqian, chiński polityk, dyplomata (zm. 2008)
- 1922:
  - Marian Biskup, polski historyk (zm. 2012)
  - Niels Holst-Sørensen, duński lekkoatleta, sprinter i średniodystansowiec, generał major, działacz sportowy (zm. 2023)
  - Aleksandra Hubert, polska architekt (zm. 2000)
  - Georges Senfftleben, francuski kolarz szosowy i torowy (zm. 1998)
  - Zygmunt Warczygłowa, polski malarz prymitywista (zm. 1988)
- 1923:
  - Matwij Czerkaski, ukraiński piłkarz, trener (zm. 2021)
  - Armando Filiput, włoski lekkoatleta, płotkarz (zm. 1984)
  - Kazimierz Sott, polski żołnierz AK (zm. 1944)
  - Aarne Tarkas, fiński aktor, reżyser, scenarzysta i producent filmowy (zm. 1976)
- 1924:
  - Edmund Purdom, brytyjski aktor, reżyser (zm. 2009)
  - Michel Tournier, francuski pisarz (zm. 2016)
  - Cicely Tyson, amerykańska aktorka (zm. 2021)
- 1925:
  - Rabah Bitat, algierski polityk, prezydent Algierii (zm. 2000)
  - Tankred Dorst, niemiecki pisarz (zm. 2017)
  - Sylwester Kaliski, polski generał, fizyk, polityk (zm. 1978)
  - Lélis Lara, brazylijski duchowny katolicki, biskup Itabira-Fabriciano (zm. 2016)
- 1926 – Gustavo Arcos, kubański dyplomata, dysydent, obrońca praw człowieka (zm. 2006)
- 1927:
  - Dariusz Bogucki, polski kapitan jachtowy, żeglarz-polarnik, pisarz (zm. 2002)
  - James Booth, brytyjski aktor (zm. 2005)
  - Mikołaj (Kocvár), słowacki duchowny prawosławny, arcybiskup metropolita Czech i Słowacji (zm. 2006)
- 1928:
  - Rubens Minelli, brazylijski piłkarz, trener (zm. 2023)
  - Andrés Prieto, chilijski piłkarz, trener (zm. 2022)
- 1929:
  - Bob Brookmeyer, amerykański puzonista i pianista jazzowy, kompozytor (zm. 2011)
  - Danuta Samolewicz-Owczarek, polska szachistka (zm. 2006)
- 1930:
  - Andreas Baltes, niemiecki polityk (zm. 2001)
  - Jerzy Kasprzycki, polski dziennikarz, varsavianista (zm. 2001)
  - Hugolin Langkammer, polski duchowny katolicki, franciszkanin, teolog, biblista (zm. 2021)
  - Jewgienij Maskinskow, rosyjski lekkoatleta, chodziarz (zm. 1985)
  - Nicole Questiaux, francuska polityk, minister solidarności narodowej
  - Georg Stollenwerk, niemiecki piłkarz, trener (zm. 2014)
- 1931 – Wojciech Pietraszewski, polski architekt, urbanista (zm. 1982)
- 1932:
  - Salvador Elizondo, meksykański prozaik, poeta, eseista, publicysta (zm. 2006)
  - Henryk Majecki, polski historyk (zm. 2009)
  - Carl Pursell, amerykański polityk (zm. 2009)
  - Bernhard Vogel, niemiecki politolog, polityk, minister edukacji i kultury, premier Nadrenii-Palatynatu i Turyngii (zm. 2025)
- 1933:
  - Kevan Gosper, australijski lekkoatleta, sprinter (zm. 2024)
  - Tadeusz Kohorewicz, polski dziennikarz, cenzor, syndyk, dyplomata, ambasador RP (zm. 2024)
  - Zbigniew Podgajny, polski muzyk, kompozytor, członek zespołów Czerwono-Czarni i Niebiesko-Czarni (zm. 2002)
  - Galina Wołczek, rosyjska aktorka (zm. 2019)
- 1934:
  - Rudi Carrell, holenderski prezenter i producent telewizyjny, komik, piosenkarz (zm. 2006)
  - Al Kaline, amerykański baseballista (zm. 2020)
  - Antonio Mazzone, włoski prawnik, samorządowiec, polityk, eurodeputowany (zm. 2022)
  - Pratibha Patil, indyjska polityk, prezydent Indii
  - Ignacio Pérez, kolumbijski piłkarz (zm. 2009)
- 1935:
  - Ewa Przybylska, polska pisarka
  - Bobby Timmons, amerykański pianista jazzowy, kompozytor (zm. 1974)
- 1936:
  - Kim Woo-choong, południowokoreański przedsiębiorca (zm. 2019)
  - James Provan, brytyjski polityk, eurodeputowany
  - Günter Siegmund, niemiecki bokser (zm. 2020)
- 1937:
  - Osvaldas Balakauskas, litewski kompozytor
  - Miłczo Lewiew, bułgarski pianista i kompozytor jazzowy (zm. 2019)
  - Barry Mazur, amerykański matematyk pochodzenia żydowskiego
  - Albert Moses, brytyjski aktor, reżyser i producent telewizyjny pochodzenia lankijskiego (zm. 2017)
  - Elżbieta Spratek-Romanowska, polska tancerka baletowa (zm. 2013)
- 1938:
  - Eric Hänni, szwajcarski judoka (zm. 2024)
  - Josu Iriondo, hiszpański duchowny katolicki, biskup pomocniczy Nowego Jorku
  - Krystyna Kamieńska-Trela, polska chemik (zm. 2015)
  - Karel Svoboda, czeski kompozytor, autor muzyki filmowej (zm. 2007)
- 1939:
  - Ryszard Czyż, polski polityk, poseł na Sejm PRL (zm. 2012)
  - Adam Graczyński, polski inżynier, polityk, senator RP (zm. 2004)
- 1940:
  - Zvonko Bego, chorwacki piłkarz (zm. 2018)
  - Slobodan Ćurčić, amerykański historyk pochodzenia serbskiego (zm. 2017)
  - Soraya Ghassemi, irańska aktorka
  - Phil Ochs, amerykański piosenkarz folkowy (zm. 1976)
  - Juzefs Petkēvičs, łotewski szachista pochodzenia polskiego (zm. 2024)
  - Konrad Thaler, austriacki zoolog (zm. 2005)
- 1941:
  - Miguelina Cobián, kubańska lekkoatletka, sprinterka (zm. 2019)
  - Lee Myung-bak, południowokoreański polityk, prezydent Korei Południowej
  - Maurice White, amerykański piosenkarz, producent muzyczny, członek zespołu Earth, Wind & Fire (zm. 2016)
  - Marian Wolicki, polski duchowny katolicki, teolog (zm. 2017)
- 1942:
  - Nikołaj Antoszkin, rosyjski generał pułkownik lotnictwa (zm. 2021)
  - Hughes de Fierlandt, belgijski kierowca wyścigowy
  - Rolf Furuli, norweski lingwista
  - Cyril Grandet, francuski kierowca wyścigowy
  - Jean-Patrick Manchette, francuski pisarz (zm. 1995)
  - Milan Milutinović, serbski prawnik, polityk, dyplomata, prezydent Serbii (zm. 2023)
  - Jerzy Rogowski, polski geodeta, profesor nauk technicznych
  - Rufus, francuski aktor
- 1943:
  - Isabella Biagini, włoska aktorka (zm. 2018)
  - Sam Kelly, brytyjski aktor (zm. 2014)
  - Jerzy Zawisza, polski pułkownik, nauczyciel, polityk, poseł na Sejm RP
- 1944:
  - Mitchell Jay Feigenbaum, amerykański fizyk, matematyk, wykładowca akademicki pochodzenia żydowskiego (zm. 2019)
  - Sata Isobe, japońska siatkarka (zm. 2016)
  - Richard Leakey, kenijski przyrodnik, paleoantropolog (zm. 2022)
  - Alvin Lee, brytyjski gitarzysta, członek zespołu Ten Years After (zm. 2013)
  - Lex Mullink, holenderski wioślarz
  - Anastasija Wiertinska, rosyjska aktorka
- 1945:
  - Trevor Manning, nowozelandzki hokeista na trawie, bramkarz
  - Zal Yanovsky, kanadyjski gitarzysta, wokalista, członek zespołu The Lovin’ Spoonful (zm. 2002)
- 1946:
  - Jacek Bromski, polski reżyser, scenarzysta i producent filmowy
  - Willie Johnston, szkocki piłkarz
  - Janusz Kotliński, polski kolarz torowy
  - Gregorio Martínez Sacristán, hiszpański duchowny katolicki, biskup Zamory (zm. 2019)
  - Miguel Piñero, portorykański poeta, dramaturg, scenarzysta, aktor (zm. 1988)
  - Jan Szkodoń, polski duchowny, biskup pomocniczy krakowski
  - Robert Urich, amerykański aktor (zm. 2002)
- 1947:
  - Sylviane Ainardi, francuska działaczka samorządowa, polityk
  - Jimmy Bain, szkocki muzyk, kompozytor, wokalista, członek zespołów: Dio, Harlot, Hear ’n Aid, Last in Line, Rainbow, Scorpions, Sledge Leather, Street Noise, Wild Horses i WWIII (zm. 2016)
  - Chris Jagger, brytyjski muzyk, wokalista
  - Bob van den Bos, holenderski politolog, polityk
- 1948:
  - Eli Barbur, polski i izraelski pisarz, dziennikarz
  - Ewa Maria Janik, polska polityk, działaczka samorządowa, poseł na Sejm RP, prezydent Częstochowy
  - Enemésio Ângelo Lazzaris, brazylijski duchowny katolicki, biskup Balsas (zm. 2020)
  - Sławomir Sadowski, polski nauczyciel, samorządowiec, polityk, senator RP
  - Peter Silvester, angielski piłkarz
- 1949:
  - Knud Torben Christensen, duński piosenkarz, muzyk, kompozytor
  - Christian Dalger, francuski piłkarz, trener (zm. 2023)
  - Helena Datner, polska historyk
  - Carlos Gomes Júnior, gwinejski polityk, premier Gwinei Bissau
  - Uffe Haagerup, duński matematyk (zm. 2015)
  - Jupp Kapellmann, niemiecki piłkarz
  - Claudia Kolb, amerykańska pływaczka
  - Nancy Kyes, amerykańska aktorka, kostiumografka
  - Petr Matoušek, czeski kolarz szosowy (zm. 2025)
  - Jerzy Wyrobek, polski piłkarz, trener (zm. 2013)
  - Carmelo Zammit, maltański duchowny katolicki, biskup Gibraltaru
- 1950:
  - Maria Ludwik Jabłoński, polski duchowny starokatolicki, biskup ordynariusz diecezji warszawsko-płockiej i lubelsko-podlaskiej, zwierzchnik i biskup naczelny Kościoła Starokatolickiego Mariawitów w RP
  - Jan Łączny, polski technik mechanik, rolnik, polityk, poseł na Sejm RP
  - Anna Ostapińska, polska kostiumografka
- 1951:
  - Miguel Bernardo Bianquetti, hiszpański piłkarz
  - Jacques Blaquart, francuski duchowny katolicki, biskup Orleanu
  - Bogumił Brycki, polski chemik, wykładowca akademicki
  - Mirosława Czerny, polska geograf, wykładowczyni akademicka
  - Andrzej Feber, czeski inżynier, samorządowiec, polityk pochodzenia polskiego
  - Zbigniew Hołdys, polski wokalista, muzyk, kompozytor, poeta, dziennikarz, grafik, scenarzysta filmowy, publicysta, były lider zespołu Perfect
  - Ireneusz (Joannidis), grecki biskup prawosławny
  - Gerry McAvoy, irlandzki gitarzysta basowy, członek zespołu Nine Below Zero
  - Alvin E. Roth, amerykański ekonomista, wykładowca akademicki
  - Anette Rückes, niemiecka lekkoatletka, sprinterka
  - Marenglen Verli, albański polityk, wykładowca akademicki
- 1952:
  - Wilhelmina Brinkhoff, holenderska kolarka torowa i szosowa
  - Paul-Siméon Ahouanan Djro, iworyjski duchowny katolicki, arcybiskup Bouaké (zm. 2024)
  - René Bo Hansen, duński reżyser i scenarzysta filmowy, dokumentalista
- 1953:
  - Bogusława Kaniecka, polska lekkoatletka, sprinterka
  - Michal Klasa, czeski kolarz torowy i szosowy
  - Henryk Wasilewski, polski lekkoatleta, średniodystansowiec (zm. 2012)
  - Wojciech Wesołowski, polski artysta fotograf
  - Dominic Nyarko Yeboah, ghański duchowny katolicki, biskup Techiman
- 1954:
  - Jeff Allam, brytyjski kierowca wyścigowy
  - Marek Brzosko, polski internista, reumatolog
  - Alajdin Demiri, macedoński bibliotekarz, nauczyciel, samorządowiec, dyplomata pochodzenia albańskiego (zm. 2019)
  - Nikolaus Messmer, rosyjski duchowny katolicki, biskup, administrator apostolski Kirgistanu (zm. 2016)
  - Andrzej Sekuła, polski operator i reżyser filmowy
  - Sławomir Telka, polski muzyk, kompozytor
- 1955:
  - Marek Dziuba, polski piłkarz
  - Lincoln Hall, australijski pisarz, wspinacz (zm. 2012)
  - Grażyna Niestój, polska lekkoatletka, wieloboistka
  - Rob Portman, amerykański polityk, senator
- 1956:
  - Andrew Bellisario, amerykański duchowny katolicki, biskup Juneau
  - Zbigniew Bogucki, polski koszykarz
  - Jens Fink-Jensen, duński poeta, prozaik, fotograf, kompozytor
  - Merzbow, japoński kompozytor
  - Jan Mosiński, polski samorządowiec, polityk, poseł na Sejm RP
  - Martin Stropnický, czeski aktor, dyplomata, polityk
- 1957:
  - Wiesław Błuś, polski prawnik, podpułkownik, prezes Izby Wojskowej Sądu Najwyższego
  - Cyril Collard, francuski pisarz, kompozytor, aktor, reżyser filmowy (zm. 1993)
  - Michael Fossum, amerykański pułkownik lotnictwa, inżynier, astronauta
  - Kevin McHale, amerykański koszykarz, trener
  - Tracy Pew, australijski basista, klarnecista (zm. 1986)
- 1958:
  - Anthony Fusco, amerykański aktor
  - Limahl, brytyjski wokalista, członek zespołu Kajagoogoo
  - Rosita Pelayo, meksykańska aktorka (zm. 2023)
  - Stephan Weil, niemiecki prawnik, polityk, premier Dolnej Saksonii
- 1959:
  - Marija Matios, ukraińska pisarka, poetka, polityk
  - Jonathan McKee, amerykański żeglarz sportowy
  - Edward Metgod, holenderski piłkarz, trener
  - Päivi Räsänen, fińska lekarka, polityk
  - Jolanta Rusiniak, polska prawnik, urzędniczka państwowa
  - Yasuhito Suzuki, japoński piłkarz, bramkarz
  - Iván Vallejo, ekwadorski wspinacz
  - Frank Zagarino, amerykański aktor, reżyser i scenarzysta filmowy
- 1960:
  - Rafał Baranowski, polski kardiolog, profesor nauk medycznych
  - Gábor Holló, węgierski okulista
  - Dave Hutchinson, brytyjski pisarz science fiction
  - Sławomir Kowalski, polski generał dywizji
  - Bernard Pardo, francuski piłkarz
  - Juan José Pineda, honduraski duchowny katolicki, biskup pomocniczy Tegucigalpy
- 1961:
  - Scott Cohen, amerykański aktor
  - Eric Cornell, amerykański fizyk, laureat Nagrody Nobla
  - Mauro Galvão, brazylijski piłkarz
  - Wojciech Jasiński, polski instrumentalista, kompozytor
  - Soane Patita Paini Mafi, tongijski duchowny katolicki, biskup Tonga, kardynał
- 1962:
  - Domingo Buezo Leiva, gwatemalski duchowny katolicki, wikariusz apostolski Izabal
  - Wojciech Dajczak, polski prawnik, sędzia. radca prawny, wykładowca akademicki
  - Kazimierz Greń, polski samorządowiec, działacz piłkarski
  - Fausto Salsano, włoski piłkarz
- 1963:
  - Jennifer Beals, amerykańska aktorka, modelka
  - Dariusz Kowalski, polski aktor
  - Til Schweiger, niemiecki aktor, reżyser, scenarzysta i producent filmowy
- 1964:
  - Ben Becker, niemiecki aktor, producent, reżyser, wokalista
  - Béatrice Dalle, francuska aktorka, modelka
  - Pawło Jakowenko, ukraiński piłkarz, trener
  - John Keenan, brytyjski duchowny katolicki, biskup Paisley
  - José Marroquín, meksykański piłkarz
  - Wojciech Polak, polski duchowny katolicki, arcybiskup metropolita gnieźnieński i prymas Polski
  - Arvydas Sabonis, litewski koszykarz
- 1965:
  - Adam Fiedler, polski koszykarz
  - Gendos, tuwiński artysta, szaman, muzyk (zm. 2015)
  - Jorge Paixão, portugalski piłkarz, trener
- 1966:
  - Armen Giulbudaghianc, ormiański piłkarz, trener
  - Alberto Tomba, włoski narciarz alpejski
  - Eric Weinrich, amerykański hokeista
- 1967:
  - Criss Angel, amerykański muzyk, iluzjonista, kaskader
  - Charles Austin, amerykański lekkoatleta, skoczek wzwyż
  - Pat Fallon, amerykański polityk, kongresman
  - José Alberto González Juárez, meksykański duchowny katolicki, biskup Tuxtrpec
  - Roland Hennig, niemiecki kolarz szosowy i torowy
  - Jens Lehmann, niemiecki kolarz szosowy i torowy
  - Guðlaugur Þór Þórðarson, islandzki polityk
- 1968:
  - Iwan Iwanow, bułgarski zapaśnik
  - Kristina Keneally, australijska polityk pochodzenia amerykańskiego
  - Jerzy Mazzoll, polski klarnecista i wokalista yassowy, kompozytor
  - Antonio Rossi, włoski kajakarz
- 1969:
  - Aaron Aedy, brytyjski gitarzysta, członek zespołu Paradise Lost
  - Michael Bates, amerykański lekkoatleta, sprinter, futbolista
  - Matthew Carrano, amerykański paleontolog
  - Jarosław Charłampowicz, polski samorządowiec, polityk, poseł na Sejm RP
  - Tom Gugliotta, amerykański koszykarz pochodzenia włoskiego
  - Richard Hammond, brytyjski dziennikarz, prezenter telewizyjny
  - David Hillier, angielski piłkarz, trener
  - Aziza Mustafa Zadeh, azerska pianistka i wokalistka jazzowa
  - Alex Pineda Chacón, honduraski piłkarz, trener
  - Kristy Swanson, amerykańska aktorka
- 1970:
  - Tyson Beckford, amerykański model, aktor, producent filmowy
  - Wojciech Krawczyk, polski wokalista, lider zespołu Homomilitia (zm. 2021)
  - Robert Lang, czeski hokeista
  - Marla Mallett, kanadyjska curlerka
  - Hryhorij Misiutin, ukraiński gimnastyk
  - Adrian M. Smith, amerykański polityk, kongresman
  - Technoboy, włoski didżej, producent muzyczny
- 1971:
  - Stephan Harbarth, niemiecki prawnik, polityk, prezes Federalnego Trybunału Konstytucyjnego
  - Aly Ibrahim, egipski wioślarz, trener (zm. 2010)
  - Amy Locane, amerykańska aktorka
- 1972:
  - Rosa Blasi, amerykańska aktorka, piosenkarka, tancerka
  - Hady Khashaba, egipski piłkarz
  - Alyssa Milano, amerykańska aktorka, piosenkarka
  - Ena Lucía Portela, kubańska pisarka
- 1973:
  - Mirosław Cierniak, polski żużlowiec
  - Heike Lätzsch, niemiecka hokeistka na trawie
  - Kebu Stewart, amerykański koszykarz
  - Erick Wainaina, kenijski lekkoatleta, maratończyk
  - Zulfija Zabirowa, rosyjska kolarka szosowa i torowa
- 1974:
  - Gyłybin Boewski, bułgarski sztangista
  - Katarzyna Kacperczyk, polska urzędniczka państwowa
  - Ireneusz Kwieciński, polski żużlowiec, trener
  - Felipe López, dominikański koszykarz
  - Ricky Ponting, australijski krykiecista
  - Travis Ryan, amerykański muzyk, kompozytor, wokalista, członek zespołów: 5/5/2000, Cattle Decapitation, Murder Construct i Nader Sadek
  - Jasmila Žbanić, bośniacka reżyserka filmowa
- 1975:
  - Lotte van den Berg, holenderska reżyserka, happenerka, performerka
  - Winarni Binti Slamet, indonezyjska sztangistka
  - Claire Cox, brytyjska aktorka
  - Sándor Csányi, węgierski aktor
  - Mariusz Godlewski, polski śpiewak operowy (bas-baryton)
  - Ołeksandr Kłymenko, ukraiński kolarz torowy
  - Brandon Sanderson, amerykański pisarz
  - Jeremy Soule, amerykański kompozytor
  - Olivier Tébily, iworyjski piłkarz
- 1976:
  - Gabriela Czyżewska, polska aktorka
  - Theo Lucius, holenderski piłkarz
- 1977:
  - Dominik Bąk, polski aktor
  - Tamara Boroš, chorwacka tenisistka stołowa
  - Samy Deluxe, niemiecki raper, producent muzyczny
  - Jorge Garbajosa, hiszpański koszykarz
  - LaTasha Jenkins, amerykańska lekkoatletka, sprinterka
  - Tomasz Lew Leśniak, polski twórca komiksów
  - Kerstin Szymkowiak, niemiecka skeletonistka
  - Elisa Toffoli, włoska piosenkarka, kompozytorka
  - Z-Ro, amerykański raper
- 1978:
  - Gabriel Campillo, hiszpański bokser
  - Chantal Meek, australijska kajakarka pochodzenia brytyjskiego
  - Juan Luis Morera Luna, portorykański wokalista, członek duetu Wisin & Yandel
  - Lee-Roy Newton, południowoafrykański lekkoatleta, sprinter
  - Grzegorz Piekarski, polski hokeista
- 1979:
  - Tomasz Bobrowski, polski kulturysta
  - Jetzabel Del Valle, portorykańska siatkarka
  - Paola Andrea Rey, kolumbijska aktorka
- 1980:
  - Tomasz Barański, polski tancerz, choreograf
  - Fabian Bourzat, francuski łyżwiarz figurowy
  - Jake Gyllenhaal, amerykański aktor
  - Chris Haslam, amerykański skater
  - Mio Hasselborg, szwedzka curlerka
  - Desy Margawati, indonezyjska lekkoatletka, tyczkarka
  - Fernanda Oliveira, brazylijska żeglarka sportowa
  - Ibrahim Sekagya, ugandyjski piłkarz
  - Marla Sokoloff, amerykańska aktorka
  - Ryan Wilson, amerykański lekkoatleta, płotkarz
- 1981:
  - Drake Diener, amerykański koszykarz, trener
  - Grégory Dufer, belgijski piłkarz
  - Michal Gašparík, słowacki piłkarz
  - Wahan Geworgian, polski piłkarz pochodzenia ormiańskiego
  - Richard Hounslow, brytyjski kajakarz górski
  - Mykolas Majauskas, litewski ekonomista, samorządowiec, polityk
  - Bjørnar Moxnes, norweski polityk
  - Eriko Satō, japońska aktorka, modelka
  - Jani Sullanmaa, fiński curler
- 1982:
  - Tamiłła Abasowa, rosyjska kolarka torowa
  - Tero Pitkämäki, fiński lekkoatleta, oszczepnik
  - Annabella Piugattuk, kanadyjska aktorka pochodzenia inuickiego
  - Mo Williams, amerykański koszykarz
- 1983:
  - Nektarios Aleksandru, cypryjski piłkarz
  - Morlaye Cissé, gwinejski piłkarz
  - Matti Heikkinen, fiński biegacz narciarski
  - A.J. Lamas, amerykański aktor
  - Mia Rosing, duńska modelka
- 1984:
  - Chen Yibing, chiński gimnastyk
  - Jurij Kraszeninnikow, rosyjski piłkarz plażowy
  - Nikołaj Leonienko, rosyjski siatkarz
  - Campese Maʻafu, fidżijski rugbysta
  - Mohd Nor Farhan Muhammad, malezyjski piłkarz
  - Konrad Wasielewski, polski wioślarz
- 1985:
  - Andrea Baldini, włoski florecista
  - Gary Cahill, angielski piłkarz
  - Marcel Gromadowski, polski siatkarz
  - Neil Kilkenny, australijski piłkarz
  - Sally Kipyego, kenijska lekkoatletka, biegaczka długodystansowa
  - Tadanari Lee, japoński piłkarz pochodzenia koreańskiego
  - Lady Sovereign, brytyjska piosenkarka
  - Christian Sprenger, australijski pływak
- 1986:
  - Ryan Babel, holenderski piłkarz, raper
  - Lazaros Christodulopulos, grecki piłkarz
  - Zuzana Hejnová, czeska lekkoatletka, płotkarka
  - Satoshi Ishii, japoński judoka
  - Miguel Lopes, portugalski piłkarz
- 1987:
  - Shūko Aoyama, japońska tenisistka
  - Karim Benzema, francuski piłkarz pochodzenia algierskiego
  - Idrissa Coulibaly, malijski piłkarz
  - Ronan Farrow, amerykański prawnik, dziennikarz, dyplomata, analityk, działacz na rzecz praw człowieka
  - Daniel Hackett, amerykański koszykarz
- 1988:
  - Niklas Landin Jacobsen, duński piłkarz ręczny, bramkarz
  - Alexis Sánchez, chilijski piłkarz
- 1989:
  - Nikola Jevtović, serbski koszykarz
  - Michał Masłowski, polski piłkarz
  - Simon Van De Voorde, belgijski siatkarz
- 1990:
  - Anastasija Barysznikowa, rosyjska taekwondzistka
  - Torrey Craig, amerykański koszykarz
  - Tatiana Padilla, amerykańska zapaśniczka
  - D.J. Stephens, amerykański koszykarz
  - Kensi Tangis, vanuacki piłkarz
- 1991:
  - Steven Berghuis, holenderski piłkarz
  - Jorge Blanco, meksykański piosenkarz, autor tekstów, aktor, tancerz, instrumentalista
  - Dmytro Cymbaluk, ukraiński zapaśnik
  - Declan Galbraith, brytyjski piosenkarz
  - Robert Hess, amerykański koszykarz
  - Josh Huestis, amerykański koszykarz
  - Laura Roesler, amerykańska lekkoatletka, biegaczka średniodystansowa
- 1992:
  - Boris Berian, amerykański lekkoatleta, średniodystansowiec
  - Gojko Cimirot, bośniacki piłkarz
  - Iker Muniain, hiszpański piłkarz narodowości baskijskiej
  - Nasser Saleh, hiszpański aktor pochodzenia marokańskiego
  - Raphael Spiegel, szwajcarski piłkarz, bramkarz
- 1993:
  - Ali Adnan, iracki piłkarz
  - Leonardo Bittencourt, niemiecki piłkarz pochodzenia brazylijskiego
  - Isiah Kiplangat Koech, kenijski lekkoatleta, długodystansowiec
  - Stephanie Venier, austriacka narciarka alpejska
- 1994:
  - Maudy Ayunda, indonezyjska piosenkarka, aktorka
  - Katrina Lehis, estońska szpadzistka
  - M’Backé N’Diaye, mauretański piłkarz
  - M’Baye Niang, francuski piłkarz pochodzenia senegalskiego
  - Nikola Ninković, serbski piłkarz
  - Mahmoud Wadi, palestyński piłkarz
- 1995:
  - Bakdaulet Älmentaj, kazachski zapaśnik
  - Gilda Casanova, kubańska lekkoatletka, sprinterka
  - Brandur Olsen, farerski piłkarz
  - Jerzy Twarowski, polski pływak
- 1996:
  - Felix Auböck, austriacki pływak
  - Mouctar Diakhaby, francuski piłkarz pochodzenia gwinejskiego
  - Diede de Groot, holenderska tenisistka, paraolimpijka
  - Franck Kessié, iworyjski piłkarz
  - Wiktor Musztakow, rosyjski łyżwiarz szybki
  - Kévin Zohi, malijski piłkarz pochodzenia iworyjskiego
- 1997:
  - Lizette Cabrera, australijska tenisistka
  - Gabriel, brazylijski piłkarz
  - Matheus Henrique, brazylijski piłkarz
  - Alex Insam, włoski skoczek narciarski
  - Hubert Jabłoński, polski wokalista, autor tekstów, członek boysbandu NEO
  - Kōki Kanō, japoński szpadzista
  - Aleksandra Ostrowska, polska lekkoatletka, oszczepniczka
  - Fikayo Tomori, angielski piłkarz pochodzenia nigeryjskiego
- 1998:
  - Frans, szwedzki piosenkarz
  - Erhan Can Kartal, turecki aktor
- 1999:
  - Matúš Rusnák, słowacki piłkarz
  - Wiktoria Wierzba, polska pięcioboistka nowoczesna
- 2000:
  - Paula Botet, francuska biathlonistka
  - Romane Dieu, francuska skoczkini narciarska
  - Tomás Romero, salwadorski piłkarz, bramkarz
  - Krišjānis Suntažs, łotewski lekkoatleta, oszczepnik
  - Jakub Stolarczyk, polski piłkarz
  - Raffaele Storti, portugalski rugbysta
  - Oston Urunov, uzbecki piłkarz
- 2001 – Amaury García, meksykański piłkarz
- 2002 – Diego Fourbet, francuski wspinacz sportowy
- 2003 – Tomasz Wójtowicz, polski piłkarz
- 2005 – Yael Padilla, meksykański piłkarz

## Zmarli
- 401 – Anastazy I, papież, święty (ur. ?)
- 1111 – Al-Ghazali, arabski filozof muzułmański, teolog, mistyk (ur. ok. 1058)
- 1337 – Danilo II, serbski duchowny prawosławny, arcybiskup wszystkich serbskich i przymorskich ziem, święty, poeta (ur. ok. 1270)
- 1370 – Urban V, papież (ur. 1310)
- 1385 – Bernabò Visconti, włoski arystokrata, polityk (ur. 1323)
- 1442 – Elżbieta Luksemburska, królowa Niemiec, Czech i Węgier (ur. 1409)
- 1451 – Barnim VIII, książę bardowski i rugijski (ur. 1403–05)
- 1477 – Maria z Mangup, księżniczka bizantyńska, hospodarowa mołdawska (ur. ?)
- 1480 – Jan Bal, polski szlachcic, polityk (ur. ?)
- 1549 – Ennio Filonardi, włoski kardynał, nuncjusz apostolski (ur. 1566)
- 1623 – Andrzej Opaliński, polski duchowny katolicki, biskup poznański, sekretarz wielki koronny (ur. 1575)
- 1637 – Krystyna Lotaryńska, wielka księżna Toskanii (ur. 1565)
- 1649 – Gil Carrillo de Albornoz, hiszpański duchowny katolicki, arcybiskup Tarentu, kardynał, polityk (ur. 1579)
- 1671 – Albert Curtz, niemiecki jezuita, uczony (ur. ok. 1600)
- 1674 – Franz Paul de Lisola, austriacki dyplomata pochodzenia włoskiego (ur. 1613)
- 1737 – Jakub Ludwik Sobieski, polski królewicz, książę oławski, starosta pucki (ur. 1667)
- 1741 – Vitus Bering, duński żeglarz, odkrywca (ur. 1681)
- 1744 – Georg Olivier von Wallis, austriacki arystokrata, feldmarszałek (ur. 1673)
- 1745 – Jean Baptiste van Loo, francuski malarz (ur. 1684)
- 1749 – Francesco Antonio Bonporti, włoski duchowny katolicki, kompozytor (ur. 1672)
- 1751 – Ludwika Hanowerska, królowa Danii i Norwegii (ur. 1724)
- 1796 – Piotr Rumiancew, rosyjski feldmarszałek (ur. 1725)
- 1797 – Francesco Sabatini, włoski architekt (ur. 1722)
- 1798 – Charles-Joseph Panckoucke, francuski pisarz, dziennikarz (ur. 1736)
- 1801 – Francesco Saverio de Zelada, włoski kardynał pochodzenia hiszpańskiego (ur. 1717)
- 1807 – Friedrich Melchior von Grimm, niemiecki baron, pisarz (ur. 1723)
- 1808 – Karol Ludwik Kortum, polski fizyk, chemik, działacz gospodarczy (ur. 1749)
- 1809 – Andrej Bačinský, rusiński duchowny greckokatolicki, biskup greckokatolickiej diecezji mukaczewskiej, pisarz, publicysta (ur. 1732)
- 1815 – Benjamin Smith Barton, amerykański botanik (ur. 1766)
- 1818 – Onufry Kicki, polski szlachcic, polityk, szambelan, koniuszy wielki koronny (ur. 1750)
- 1836 – Emily Donelson, amerykańska pierwsza dama (ur. 1807)
- 1839:
  - Dominik Bùi Văn Úy, wietnamski męczennik i święty katolicki (ur. 1801 lub 12)
  - Franciszek Ksawery Hà Trọng Mậu, wietnamski męczennik i święty katolicki (ur. ok. 1790)
  - Tomasz Nguyễn Văn Đệ, wietnamski męczennik i święty katolicki (ur. ok. 1811)
  - Augustyn Nguyễn Văn Mới, wietnamski męczennik i święty katolicki (ur. ok. 1806)
  - Stefan Nguyễn Văn Vinh, wietnamski męczennik i święty katolicki (ur. ok. 1813)
- 1840 – Felix Grundy, amerykański prawnik, polityk (ur. 1777)
- 1845:
  - Jean-Baptiste Épalle, francuski duchowny katolicki, misjonarz, biskup, wikariusz apostolski Melanezji i Mikronezji (ur. 1808)
  - James Stuart-Wortley-Mackenzie, brytyjski arystokrata, polityk (ur. 1776)
- 1848 – Emily Brontë, brytyjska pisarka (ur. 1818)
- 1851 – William Turner, brytyjski malarz, grafik (ur. 1775)
- 1860:
  - Konstantin Aksakow, rosyjski publicysta, krytyk literacki, historyk, językoznawca, poeta (ur. 1817)
  - James Broun-Ramsay, brytyjski arystokrata, polityk, gubernator generalny Indii (ur. 1812)
- 1867 – Giuseppe Ugolini, włoski kardynał (ur. 1783)
- 1879 – Franz Christian Boll, niemiecki lekarz, fizjolog (ur. 1849)
- 1882 – Antoni Kolberg, polski malarz (ur. 1815)
- 1887 – Jan Walery Jędrzejewicz, polski astronom, lekarz (ur. 1835)
- 1890 – Eugène Lami, francuski malarz, rysownik (ur. 1800)
- 1896 – Luigi Calori, włoski anatom, wykładowca akademicki (ur. 1807)
- 1897 – Stanislas de Guaita, francuski prozaik, poeta (ur. 1861)
- 1898 – Francis Napier, brytyjski arystokrata, dyplomata, administrator kolonialny (ur. 1819)
- 1900 – Józef Chmielewski, polski nauczyciel, inspektor szkolny, pisarz (ur. 1842)
- 1905 – Félix Gustave Saussier, francuski generał, polityk (ur. 1828)
- 1907:
  - Dimitar Pop Georgiew Berowski, macedoński i bułgarski działacz niepodległościowy (ur. 1840)
  - John Strachey, brytyjski administrator kolonialny (ur. 1823)
- 1908 – Victor-Lucien-Sulpice Leçot, francuski duchowny katolicki, arcybiskup Bordeaux, kardynał (ur. 1831)
- 1909 – Édouard Brissaud, francuski patolog (ur. 1852)
- 1911 – Josef Ladislav Píč, czeski historyk, archeolog, muzealnik, wykładowca akademicki (ur. 1847)
- 1912 – Bronisław Grosser, polski działacz niepodległościowy, publicysta, działacz Bundu pochodzenia żydowskiego (ur. 1883)
- 1914:
  - Lothar Ritter von Frankl-Hochwart, austriacki neurolog (ur. 1862)
  - Karol Hadaczek, polski archeolog, wykładowca akademicki (ur. 1873)
  - Friedrich von Schulte, niemiecki teolog, działacz społeczny, znawca prawa kościelnego, ojciec starokatolicyzmu, polityk (ur. 1827)
- 1915:
  - Alois Alzheimer, niemiecki psychiatra, neuropatolog, wykładowca akademicki (ur. 1864)
  - Aniela Borowska, polska felicjanka (ur. 1832)
  - Stanislovas Dagilis, litewski poeta, tłumacz, działacz społeczności kalwińskiej (ur. 1843)
- 1916:
  - Guido Henckel von Donnersmarck, niemiecki arystokrata, przedsiębiorca (ur. 1830)
  - Carl Wilhelm von Zehender, niemiecki okulista, wykładowca akademicki (ur. 1819)
- 1917 – Dud Karbunara, albański duchowny prawosławny, działacz niepodległościowy, polityk (ur. 1842)
- 1918 – Gustaw Josephy, niemiecki przedsiębiorca, polityk (ur. 1855)
- 1919:
  - Karl von Bardeleben, niemiecki anatom, wykładowca akademicki (ur. 1849)
  - Cleofonte Campanini, włoski dyrygent (ur. 1860)
  - John Menachery, indyjski duchowny katolicki obrządku syromalabarskiego, wikariusz apostolski Trichur (ur. 1857)
  - Adolf Stand, polski adwokat, polityk, pochodzenia żydowskiego (ur. 1870)
- 1923 – Bronisław Spasowski, polski porucznik, uczestnik powstania styczniowego (ur. 1843)
- 1924 – Luis Emilio Recabarren, chilijski związkowiec, polityk (ur. 1876)
- 1925 – Franz Tuczek, niemiecki psychiatra, tajny radca medyczny, wykładowca akademicki (ur. 1852)
- 1926 – Albert Bitter, niemiecki duchowny katolicki, wikariusz apostolski Szwecji (ur. 1848)
- 1929 – Blind Lemon Jefferson, amerykański muzyk i wokalista bluesowy (ur. 1884)
- 1930 – John Douglas, brytyjski bokser, krykiecista (ur. 1882)
- 1932 – Johan Krouthén, szwedzki malarz (ur. 1858)
- 1933 – Friedrich von Ingenohl, niemiecki admirał (ur. 1857)
- 1934 – Francis Planté, francuski pianista (ur. 1839)
- 1936:
  - Kamilla Chołoniewska, polska działaczka społeczna, pisarka, dziennikarka, nauczycielka (ur. 1877)
  - Pablo de la Torriente Brau, kubański pisarz, dziennikarz (ur. 1901)
- 1937:
  - Mieczysław Bernstein-Redens, polski działacz komunistyczny (ur. 1889)
  - Wacław Bogucki, białoruski polityk komunistyczny (ur. 1884)
  - Etienne Schmit, luksemburski prawnik, polityk (ur. 1889)
  - Arseniusz (Smoleniec), rosyjski biskup prawosławny (ur. 1873)
  - Dmitrij Szuwajew, radziecki generał, polityk (ur. 1854)
- 1938:
  - Stephen Warfield Gambrill, amerykański polityk (ur. 1873)
  - Edmund Jankowski, polski biotechnolog, ogrodnik, wykładowca akademicki (ur. 1849)
- 1939 – Alvah Meyer, amerykański lekkoatleta, sprinter pochodzenia żydowskiego (ur. 1888)
- 1940:
  - Kyösti Kallio, fiński polityk, premier i prezydent Finlandii (ur. 1873)
  - Solomon Gerhardus Maritz, południowoafrykański generał (ur. 1876)
- 1941:
  - Lew Dowator, radziecki generał major (ur. 1903)
  - Kazys Ladiga, litewski generał porucznik (ur. 1894)
  - Elsie Clews Parsons, amerykańska socjolog, pisarka, feministka (ur. 1875)
  - Kazimierz Piłsudski, polski urzędnik, działacz szachowy (ur. 1871)
  - Aleksandr Wwiedienski, rosyjski poeta (ur. 1904)
- 1942:
  - Bogumiła Noiszewska, polska niepokalanka, męczennica, błogosławiona (ur. 1885)
  - Adam Sztark, polski jezuita, Sprawiedliwy wśród Narodów Świata, Sługa Boży (ur. 1907)
  - Maria Marta Kazimiera Wołowska, polska niepokalanka, męczennica, błogosławiona (ur. 1879)
- 1943 – Błażej Nowosad, polski duchowny katolicki, męczennik, Sługa Boży (ur. 1903)
- 1944:
  - Paul Blau, niemiecki duchowny ewangelicki (ur. 1861)
  - Abbas II Hilmi, ostatni kedyw Egiptu (ur. 1874)
  - Ludwik Kinicki, polski bankowiec, działacz religijny, nadzorca działalności Świadków Jehowy w Generalnej Guberni (ur. 1896)
- 1945:
  - John Amery, brytyjski faszysta, kolaborant, propagandysta radiowy (ur. 1912)
  - Jean Demozay, francuski pilot wojskowy, as myśliwski (ur. 1915)
  - Sydney Martineau, brytyjski szpadzista (ur. 1863)
- 1946:
  - Franciszka Ciemięgowa, polska działaczka narodowa i oświatowa (ur. 1882)[5]
  - Paul Langevin, francuski fizyk teoretyczny, wykładowca akademicki (ur. 1872)
- 1947:
  - Karol Boromeusz Chądzyński, polski aptekarz, kupiec, polityk, poseł na Sejm RP (ur. 1868)
  - Duncan Campbell Scott, kanadyjski urzędnik, poeta (ur. 1862)
- 1948:
  - Paul Konrad, szwajcarski mykolog amator (ur. 1877)
  - Amir Sjarifuddin, indonezyjski działacz niepodległościowy, polityk, minister obrony, premier Indonezji (ur. 1907)
- 1950:
  - John Blake, brytyjski szpadzista, polityk (ur. 1874)
  - Tom Griffin, australijski rugbysta (ur. 1884)
  - Juliusz Krzyżanowski, polski filozof, wykładowca akademicki (ur. 1892)
  - Théodore Steeg, francuski polityk (ur. 1868)
  - Stanisław Wężyk, polski podpułkownik artylerii (ur. 1886)
- 1951 – Zbigniew Brochwicz-Lewiński, polski pułkownik dyplomowany kawalerii, architekt, malarz (ur. 1877)
- 1952 – Ludwik Świder, polski major (ur. 1893)
- 1953 – Robert Millikan, amerykański fizyk, laureat Nagrody Nobla (ur. 1868)
- 1954:
  - Witold Komierowski, polski pułkownik (ur. 1888)
  - Ludwik Solski, polski aktor, reżyser, dyrektor teatru (ur. 1855)
- 1955:
  - Herbert von Dirksen, niemiecki prawnik, dyplomata (ur. 1882)
  - Josephine Peary, amerykańska podróżniczka, badaczka Arktyki (ur. 1863)
- 1956 – Wiktor Skiwski, polski dyplomata (ur. 1900)
- 1957:
  - Julije Benešić, chorwacki poeta (ur. 1883)
  - Abolhasan Saba, irański muzyk, kompozytor (ur. 1902)
  - Izydor Stella-Sawicki, polski inżynier, wykładowca akademicki (ur. 1881)
- 1958 – Arthur Gore, brytyjski arystokrata, wojskowy, polityk (ur. 1868)
- 1961:
  - Georg Feldhahn, wschodnioniemiecki policjant, ofiara muru berlińskiego (ur. 1900)
  - Feliks Piekielnik, polski plutonowy kawalerii (ur. 1900)
  - Sergiusz Toll, polski prawnik, entomolog (ur. 1893)
  - John Van Alphen, belgijski piłkarz (ur. 1914)
- 1962:
  - Jean-Marie Charles Abrial, francuski wiceadmirał, kolaborant (ur. 1879)
  - Tadeusz Bastgen, polski podpułkownik dyplomowany (ur. 1897)
  - Fryderyk Bluemke, polski inżynier, konstruktor silników spalinowych (ur. 1903)
  - Mieczysław Kamberski, polski porucznik, ogrodnik (ur. 1896)
  - Stanisław Kwiatkowski, polski nauczyciel, związkowiec, polityk, poseł do KRN i na Sejm Ustawodawczy (ur. 1903)
  - Marcin Szeligiewicz, polski pianista, kompozytor, pedagog (ur. 1906)
- 1963:
  - Leo Kiaczeli, gruziński pisarz (ur. 1884)
  - Ingolf Rød, norweski żeglarz sportowy (ur. 1889)
- 1964 – Hugon Hanke, polski polityk, premier RP na uchodźstwie (ur. 1904)
- 1965 – Mawrikij Slepniow, radziecki pułkownik pilot (ur. 1896)
- 1967 – Tadeusz Kunicki, polski generał brygady (ur. 1919)
- 1968 – Norman Thomas, amerykański polityk (ur. 1884)
- 1969 – Anna Minkowska, polska historyk, pedagog (ur. 1891)
- 1971 – Władysław Witrylak, polski major, podharcmistrz (ur. 1898)
- 1972:
  - Antoni Malczyk, polski piłkarz, bramkarz (ur. 1902)
  - Feliks Roliński, polski malarz, pedagog (ur. 1873)
  - Alexander Uninsky, amerykański pianista pochodzenia rosyjskiego (ur. 1910)
- 1973:
  - Wasilij Mirun, radziecki porucznik (ur. 1922)
  - Povilas Plechavičius, litewski generał (ur. 1890)
- 1974 – Wiktor Bogolepow, radziecki kontradmirał (ur. 1896)
- 1975:
  - Minoru Kitani, japoński gracz w go (ur. 1909)
  - René Maheu, francuski filozof, dyplomata, dyrektor generalny UNESCO (ur. 1905)
- 1976:
  - Giuseppe Caselli, włoski malarz (ur. 1893)
  - Ignacy Kowalczewski, polski pułkownik kawalerii (ur. 1895)
- 1977:
  - Jan Knothe, polski architekt, grafik, prozaik, poeta, dyplomata (ur. 1912)
  - Takeo Kurita, japoński wiceadmirał (ur. 1889)
  - Jorge Pardón, peruwiański piłkarz (ur. 1905)
  - Nellie Tayloe Ross, amerykańska polityk (ur. 1876)
  - Jacques Tourneur, francusko-amerykański reżyser filmowy i telewizyjny (ur. 1904)
  - Witold Zajączkowski, polski komandor (ur. 1892)
- 1978:
  - Florica Bagdasar, rumuńska neuropsychiatra, polityk (ur. 1901)
  - Pedro Cantero Cuadrado, hiszpański duchowny katolicki, biskup Barbastro i Huelvy oraz arcybiskup Saragossy (ur. 1902)
  - Jerzy Rafał Lubomirski, polski posiadacz ziemski (ur. 1887)
- 1979:
  - Claus Juell, norweski żeglarz sportowy (ur. 1902)
  - Predrag Marković, jugosłowiański piłkarz (ur. 1930)
- 1980:
  - Conrad Ahlers, niemiecki polityk (ur. 1922)
  - Pawieł Korczagin, radziecki polityk (ur. 1901)
- 1981:
  - Szabbetaj Don-Jichja, izraelski polityk (ur. 1909)
  - Elmar Saar, estoński piłkarz, trener (ur. 1908)
- 1982:
  - Dwight Macdonald, amerykański pisarz, dziennikarz (ur. 1906)
  - Edgar Puusepp, estoński zapaśnik, trener (ur. 1911)
- 1983:
  - Maurício Rocha e Silva, brazylijski lekarz, farmakolog (ur. 1910)
  - Kordian Józef Zamorski, polski generał brygady (ur. 1890)
- 1984:
  - Henryk Sawistowski, polski chemik, wykładowca akademicki (ur. 1925)
  - Hugh Seton-Watson, brytyjski historyk, wykładowca akademicki (ur. 1916)
  - Artur Tarnowski, polski ziemianin, polityk, poseł na Sejm RP (ur. 1903)
  - Sakubei Yamamoto, japoński górnik, malarz, rysownik (ur. 1892)
- 1985 – Wiktor Grotowicz, polski aktor (ur. 1919)
- 1986:
  - V.C. Andrews, amerykańska pisarka (ur. 1923)
  - Avelar Brandão Vilela, brazylijski duchowny katolicki, arcybiskup Salvadoru, prymas Brazylii, kardynał (ur. 1912)
- 1989:
  - Pawieł Afanasjew, radziecki polityk (ur. 1905)
  - Óndra Łysohorsky, śląski prozaik, poeta, tłumacz literatury, filolog (ur. 1905)
  - Kirył Mazurau, radziecki i białoruski polityk (ur. 1914)
  - Józef Feliks Ostaszewski, polski inżynier, racjonalizator górnictwa naftowego (ur. 1905)
  - Lucien Spronck, belgijski piłkarz (ur. 1939)
- 1990:
  - Edmond Delfour, francuski piłkarz, trener (ur. 1907)
  - Michael Oakeshott, brytyjski filozof, historyk, wykładowca akademicki (ur. 1901)
- 1991:
  - Howie Dallmar, amerykański koszykarz (ur. 1922)
  - Adam Dzięciołowski, polski szachista (ur. 1924)
  - Ernest K. Gann, amerykański pilot, pisarz, scenarzysta filmowy (ur. 1910)
- 1992:
  - Gianni Brera, włoski dziennikarz, pisarz (ur. 1919)
  - Herbert Hart, brytyjski filozof analityczny (ur. 1907)
- 1993:
  - Wallace Foster Bennett, amerykański polityk (ur. 1898)
  - Herman Ehrman, polski i izraelski malarz, scenograf, architekt (ur. 1903)
  - Iichirō Hatoyama, japoński polityk (ur. 1918)
- 1994:
  - Wiera Czaplina, rosyjska pisarka (ur. 1908)
  - Józef Magnuszewski, polski slawista, kulturoznawca, historyk literatury (ur. 1924)
  - Jan Mroczek, polski prawnik, polityk, poseł na Sejm PRL (ur. 1917)
- 1995:
  - Jerzy Kołaczkowski, polski dyrygent, kompozytor, publicysta muzyczny (ur. 1907)
  - Harold Watkinson, brytyjski przedsiębiorca, polityk (ur. 1910)
- 1996:
  - Ejvind Hansen, duński kajakarz (ur. 1924)
  - Marcello Mastroianni, włoski aktor (ur. 1924)
  - Mieczysław Skowroński-Sas, polski inżynier, wykładowca akademicki, polityk emigracyjny (ur. 1920)
- 1997:
  - David Bradley, amerykański reżyser filmowy (ur. 1920)
  - Wojciech Gacyk, polski chirurg, transplantolog, wykładowca akademicki (ur. 1940)
  - Bonny Hicks, singapurska modelka, pisarka (ur. 1968)
- 1998:
  - Tadeusz Koczwara, polski jezuita, filozof (ur. 1918)
  - Bernhard Tessmann, niemiecki ekspert w dziedzinie rakiet sterowanych (ur. 1912)
- 1999 – Desmond Llewelyn, brytyjski aktor (ur. 1914)
- 2000:
  - Mahmut Baksi, kurdyjski pisarz, dziennikarz (ur. 1944)
  - Milt Hinton, amerykański muzyk jazzowy (ur. 1910)
  - Constantine Koser, brazylijski franciszkanin, generał zakonu (ur. 1918)
  - Danuta Rago, polska dziennikarka, fotografka (ur. 1934)
  - Ludmiła Roszko, polska geomorfolog (ur. 1913)
  - Antal Végh, węgierski pisarz (ur. 1933)
- 2001:
  - Mieczysław Goldsztajn, polski neurolog pochodzenia żydowskiego (ur. 1930)
  - Teresa Janasz, polska historyk, wykładowczyni akademicka, taterniczka, grotołazka (ur. 1921)
- 2002:
  - Mieczysław Baryłko, polski malarz, pedagog (ur. 1923)
  - Zdzisław Czech, polski pułkownik pilot (ur. 1931)
  - Will Hoy, brytyjski kierowca wyścigowy (ur. 1952)
  - Ałeksandar Sariewski, macedoński piosenkarz (ur. 1922)
- 2003:
  - Anna Kiełbusiewicz, polska piosenkarka, malarka (ur. 1974)
  - Hope Lange, amerykańska aktorka (ur. 1931)
- 2004:
  - Marko Belinić, chorwacki działacz komunistyczny, partyzant, generał (ur. 1911)
  - Herbert C. Brown, amerykański chemik, wykładowca akademicki, laureat Nagrody Nobla pochodzenia brytyjsko-żydowskiego (ur. 1912)
  - Dick Heckstall-Smith, brytyjski muzyk, członek zespołu Colosseum (ur. 1934)
  - Zbigniew Prusinkiewicz, polski gleboznawca, wykładowca akademicki (ur. 1923)
  - Gheorghe Tătaru, rumuński piłkarz (ur. 1948)
  - Renata Tebaldi, włoska śpiewaczka operowa (sopran) (ur. 1922)
- 2005 – Vincent Gigante, amerykański gangster pochodzenia włoskiego (ur. 1928)
- 2006 – Danuta Rinn, polska piosenkarka, aktorka (ur. 1936)
- 2007:
  - Frank Capra Jr., amerykański producent filmowy (ur. 1934)
  - Piotr Mroczyk, polski działacz opozycji demokratycznej, dziennikarz (ur. 1947)
- 2009:
  - Jerzy Korcz, polski aktor (ur. 1924)
  - Hosejn Ali Montazeri, irański duchowny islamski, ajatollah, polityk (ur. 1922)
  - Kim Peek, amerykański sawant (ur. 1951)
- 2010 – Władysław Stopiński, polski kapitan (ur. 1915)
- 2011:
  - Jan Błuszkowski, polski socjolog (ur. 1940)
  - Alfred Czermiński, polski ekonomista (ur. 1923)
  - Héctor Núñez, urugwajski piłkarz, trener (ur. 1936)
  - Czesław Słowek, polski polityk (ur. 1921)
  - Lilija Wasilczenko, radziecka biegaczka narciarska (ur. 1962)
- 2012:
  - Colin Davis, brytyjski kierowca wyścigowy (ur. 1933)
  - Krzysztof Etmanowicz, polski piłkarz, trener (ur. 1959)
  - Jakub Lechowski, polski artysta fotograf (ur. ?)
  - Amnon Lipkin-Szachak, izraelski wojskowy, polityk (ur. 1944)
  - Peter Struck, niemiecki polityk (ur. 1943)
- 2013:
  - Wojciech Kubiak, polski ekonomista, inżynier budownictwa, działacz państwowy, samorządowiec (ur. 1930)
  - Dharmesh Sangwan, indyjski wioślarz (ur. 1980)
  - Ružica Sokić, serbska aktorka (ur. 1934)
  - Ned Vizzini, amerykański pisarz (ur. 1981)
- 2014:
  - Philip Bradbourn, brytyjski polityk (ur. 1951)
  - Arthur Gardner, amerykański aktor, producent filmowy (ur. 1910)
  - Igor Rodionow, radziecki i rosyjski generał, polityk (ur. 1936)
  - Ewa Roznerska-Świerczewska, polska konserwatorka zabytków (ur. 1960)
  - Dieter Schornstein, niemiecki kierowca wyścigowy (ur. 1940)
- 2015:
  - Marek Burnat, polski matematyk (ur. 1929)
  - Madame Claude, francuska sutenerka (ur. 1923)
  - Kurt Masur, niemiecki dyrygent (ur. 1927)
  - Karin Söder, szwedzka polityk (ur. 1928)
- 2016:
  - El Hortelano, hiszpański rysownik, ilustrator, malarz (ur. 1954)
  - Andriej Karłow, rosyjski dyplomata (ur. 1954)
- 2017:
  - Szczepan Balicki, polski prawnik, polityk, poseł na Sejm RP (ur. 1929)
  - Célestin Gaombalet, środkowoafrykański polityk (ur. 1942)
  - Hiep Thi Le, wietnamska aktorka (ur. 1971)
  - Agnieszka Kluk-Kochańska, polska aktorka, dziennikarka i prezenterka telewizyjna (ur. 1969)
- 2018:
  - Mel Hutchins, amerykański koszykarz (ur. 1928)
  - Dorota Kwiatkowska, polska aktorka (ur. 1957)
  - Andrzej Potocki, polski duchowny katolicki, dominikanin, teolog, socjolog (ur. 1947)
  - Andrzej Skupiński, polski aktor (ur. 1952)
- 2019:
  - Saoul Mamby, amerykański bokser (ur. 1947)
  - Tadeusz Mendel, polski ekonomista, przedsiębiorca (ur. 1933)
- 2020:
  - Mile Bogović, chorwacki duchowny katolicki, biskup Gospić-Senj (ur. 1939)
  - Ryszard Kubiak, polski aktor, reżyser teatralny, animator kultury (ur. 1938)
  - Märta Norberg, szwedzka biegaczka narciarska (ur. 1922)
  - Maria Piątkowska, polska lekkoatletka, sprinterka i płotkarka (ur. 1931)
  - Władysław Rosiński, polski działacz kombatancki, uczestnik powstania warszawskiego (ur. 1926)
  - Alberto Váldes Lacarra, meksykański jeździec sportowy (ur. 1950)
  - Bram van der Vlugt, holenderski aktor (ur. 1934)
  - Lutosław Wolniewicz, polski fizyk, wykładowca akademicki (ur. 1930)
- 2021:
  - Boško Abramović, serbski szachista, trener (ur. 1951)
  - Carie Graves, amerykańska wioślarka (ur. 1953)
  - Robert Grubbs, amerykański chemik, laureat Nagrody Nobla (ur. 1942)
  - Johnny Isakson, amerykański polityk, senator (ur. 1944)
  - Carlos Marín, hiszpański wokalista, członek zespołu Il Divo (ur. 1968)
  - Ed van Thijn, holenderski politolog, samorządowiec, polityk, minister spraw wewnętrznych, burmistrz Amsterdamu (ur. 1934)
- 2022:
  - Jonas Boruta, litewski duchowny katolicki, biskup pomocniczy wileński, biskup diecezjalny telszański (ur. 1944)
  - Mircea Dușa, rumuński ekonomista, samorządowiec, polityk, minister administracji i spraw wewnętrznych, minister obrony narodowej (ur. 1955)
  - Erwin Josef Ender, niemiecki duchowny katolicki, arcybiskup, nuncjusz apostolski (ur. 1937)
  - Joseph Gao Hongxiao, chiński duchowny katolicki, arcybiskup Kaifeng (ur. 1945)
  - Katarzyna Huzar-Czub, polska pisarka, tłumaczka, redaktorka książek dla dzieci (ur. 1977)
  - Anna Lutosławska, polska aktorka (ur. 1928)
- 2023:
  - Janusz Gortat, polski bokser (ur. 1948)
  - Stefan Olszowski, polski działacz komunistyczny, polityk, poseł na Sejm PRL, minister spraw zagranicznych (ur. 1931)
  - Aleksander (Papadopulos), grecki biskup prawosławny (ur. 1936)
  - Stefan Sadowski, polski artysta zajmujący się szkłem artystycznym (ur. 1941)
- 2024:
  - Janusz Szkutnik, polski historyk, antykwariusz, polityk (ur. 1955)
  - Federico Mayor Zaragoza, hiszpański farmaceuta, polityk, minister edukacji i nauki, eurodeputowany, dyrektor generalny UNESCO (ur. 1934)